# Eskolim
Eskolim est une association regroupant les fédérations d'écoles associatives enseignant en langues régionales ou minoritaires de France en Immersion linguistique.
Elle a été fondée le 8 février 2009 à Ciboure.
Elle comprend six fédérations : Seaska (basque), Diwan (breton), Calandreta (occitan), ABCM-Zweisprachigkeit (allemand et alsacien), La Bressola (catalan) et Scola Corsa (corse).

## L'histoire
- Elle a été fondée en 2009, à Ciboure, le 9 février. Les 5 fondateurs étaient Seaska, Diwan, Calandreta, La Bressola et ABCM-Zweisprachigkeit[2].
- Patrig Hervé fut le premier président de l'association, suivi de Paxkal Indo.
- En 2019, Stéphanie Stoll, présidente de Diwan, prend la présidence de l'association.
- le 27 mars 2021, Scola Corsa rejoint le réseau[3],[4], Stéphanie Stoll laisse la présidence à Jean-Sébastien Haydn, président de La Bressola[5].
- Le 21 mai 2021, le Conseil constitutionnel censure deux articles de la loi relative à la protection patrimoniale des langues régionales et à leur promotion portée par le député Paul Molac. Parmi les articles censurés, l'article 4 portant sur l'enseignement par immersion. Selon le Conseil constitutionnel, cet enseignement "est une méthode qui ne se borne pas à enseigner cette langue mais consiste à l'utiliser comme langue principale d'enseignement et comme langue de communication au sein de l'établissement", qu'il juge contraire à la Constitution[6].
- De nombreuses manifestations ont lieu le samedi 29 mai 2021 pour dénoncer la censure[7],[8],[9],[10]. Emmanuel Macron demande le 26 mai 2021 au Parlement de "trouver les moyens de garantir la transmission de cette diversité linguistique dans le respect des cadres pédagogiques largement reconnus depuis un demi-siècle."[11]

## Chiffres
Pour l'année scolaire 2024/2025, le réseau Eskolim rassemble 183 établissements scolaires avec 10711 élèves.
| Fédération            | Langue               | Établissements | Élèves |
| --------------------- | -------------------- | -------------- | ------ |
| Seaska                | basque               | 39             | 4344   |
| La Bressola           | catalan              | 9              | 1070   |
| Diwan                 | breton               | 53             | 3915   |
| Calandreta            | occitan              | 65             | 3937   |
| ABCM-Zweisprachigkeit | alsacien et allemand | 13             | 1137   |
| Scola Corsa           | Corse                | 4              | 223    |